# 優里
優里（ゆうり、 1994年3月23日 - ）は、日本の男性シンガーソングライター、作詞家、作曲家、YouTuber。徳島県生まれ、千葉県千葉市育ち。所属レコード会社およびレーベルはアリオラジャパン。CHIMERAZがプロデュースするアーティスト、BAK、YO-COなどに楽曲提供をしている。THE BUGZYの元メンバー。血液型はB型。

## 来歴

### 2019年
4人組ロックバンドTHE BUGZYのボーカルとして活動していたが、2019年5月に解散。
バンド解散後、東京を中心に路上ライブ活動を開始。10月9日、渋谷のスクランブル交差点での路上ライブでMY FIRST STORYの「『花』 -0714-」を演奏中に、MY FIRST STORYのボーカルHiroが飛び入り参加し2番を歌ったことが話題となる。その後、11月30日にさいたまスーパーアリーナで行われた、MY FIRST STORYの全国ツアー「MY FIRST STORY TOUR 2019」最終公演のアンコールに、飛び入り参加した。Hiroがレコーディング監修を行った作詞作曲の「かくれんぼ」と、「『花』 -0714-」を共に披露した。12月1日に「かくれんぼ」でインディーズデビュー。iTunes総合チャート4位を獲得。同日にMY FIRST STORYが歌う「かくれんぼ」も配信している。

### 2020年
2月28日にインディーズ2作目となる「かごめ」を配信リリース。3月18日付のUSENインディーズチャートで1位を獲得。
8月9日に「ピーターパン」でソニー・ミュージックレーベルズよりメジャーデビュー。
10月25日、メジャー2ndシングル「ドライフラワー」を配信リリース。

### 2021年
2月1日付のBillboard JAPANストリーミング・ソング・チャート“Streaming Songs”で、「ドライフラワー」が、累計再生回数が1億回を突破した。この1億回突破はチャートイン13週目での記録で、LiSA「炎」の7週、BTS「Dynamite」の11週に続き、歴代3番目の速さで達成、男性ソロアーティストの記録では歴代1位となった。
3月22日付のBillboard JAPANストリーミング・ソング・チャート“Streaming Songs”で、「かくれんぼ」が、累計再生回数が1億回を突破した。これにより、楽曲2曲が1億回再生を突破したが、メジャー・デビュー8か月で2曲が1億回再生を突破することは史上初。
9月1日公開のBillboard JAPAN ストリーミング・ソング・チャート“Streaming Songs”にて、「ドライフラワー」が、ストリーミング累計4億回再生を突破したことが発表された。「ドライフラワー」の4億回再生突破は、チャートイン44週目にして、男性ソロ・アーティストとして初＆最速であり、なおかつ日本人アーティストとして最速の記録で、BTS「Dynamite」の42週に続き歴代2番目のスピードという快挙。
12月22日公開のBillboard JAPAN ストリーミング・ソング・チャート"Streaming Songs"にて、「ドライフラワー」が、ストリーミング累計5億回再生を突破したことが発表された。これまでストリーミングの累計再生数が5億回を突破した楽曲は、YOASOBI「夜に駆ける」、Official髭男dism「Pretender」、BTS「Dynamite」の3曲のみで、「ドライフラワー」は史上4曲目、ソロアーティストとしては初&最速の快挙となる。なお、チャートイン60週目での5億回突破は、「Dynamite」の55週に続き、歴代2番目の速さでの達成となった。
「ドライフラワー」はBillboard JAPAN 総合ソングチャート“HOT 100 of the Year 2021”で年間1位を獲得し、ダウンロード・ソング・チャートとストリーミング・ソング・チャートでも年間首位を獲得した。
12月22日、「第54回 オリコン年間ランキング 2021」作品別売上数部門 デジタルシングル(単曲)ランキング、ストリーミングランキングでも1位を獲得し、オリコン史上初の年間デジタルランキング2冠を達成した。

### 2022年
1月12日、初のオリジナルアルバム「壱」をリリース。2022年1月19日公開のBillboard JAPANダウンロード・アルバム・チャート“Download Albums”で初登場1位 (自身初) を獲得、「オリコン週間デジタルアルバムランキング」で初登場1位 (自身初) を獲得した。
2月2日公開のBillboard JAPAN ストリーミング・ソング・チャート“Streaming Songs”にて、「ベテルギウス」ストリーミング累計再生回数1億回を突破したことが発表された。今回の1億回突破は、チャートイン13週目での記録となり、この数字は「ドライフラワー」に並び自身最速タイ、歴代5位の速さでの達成となる。なお、「ベテルギウス」の他にも「ドライフラワー」が5億回、「かくれんぼ」が2億回、「ピーターパン」「シャッター」がそれぞれ1億回再生を突破している。

### 2023年
3月29日、2枚目のオリジナルアルバム「弐」をリリース。2023年4月5日公開の総合アルバム・チャート“Hot Albums”で、総合首位 (自身初) を獲得した。また、4月7日発表の最新「オリコン週間合算アルバムランキング」で初登場1位 (自身初) を獲得した。
7月7日、「オリコン上半期カラオケランキング 2023」で「ドライフラワー」が2021年、2022年に続き、同ランキング3年連続1位を獲得した。

### 2024年
4月13日、YouTubeチャンネル「優里ちゃんねる【公式】」にて、川崎鷹也とTani Yuukiとの3人で「弱虫男爵」バンドを結成し、初めて渋谷O-crest LiveHouseでライブを行うことを発表した。
7月17日、Billboard JAPANから「ドライフラワー」がストリーミング10億回再生を突破した事が公表された。ストリーミング10億回再生を突破するのはYOASOBI「夜に駆ける」に続き史上2曲目、ソロアーティストとしては初のビリオンヒットとなる。。
9月14日、YouTubeチャンネル「優里ちゃんねる【公式】」にて、自身がパニック障害と広場恐怖症であることを公表した。

## 人物
- 洋楽のロックをよく聴いていた母親の影響で、小学生の頃はボン・ジョヴィ、クイーン、AC/DCなどのロックバンドの曲を聴いていた。高校生になると、BUMP OF CHICKENやスピッツなど日本のアーティストも聴くようになったと語っている[26]。
- 公式YouTubeチャンネル「優里ちゃんねる」を開設しており、他アーティストの楽曲を弾き語りカバーした動画や、他アーティストとのカラオケ対決動画などを投稿している。
- 2024年9月14日、パニック障害および広場恐怖症との診断を受けたことを公表した[27]。

## ディスコグラフィ

### シングル

#### 配信限定シングル
|                 | 配信日          | タイトル        | 規格                   | 最高位 | 最高位 | 最高位 | 初収録作品 |
| Billboard JAPAN | Billboard JAPAN | Billboard JAPAN | 規格                   |        |        |        | 初収録作品 |
| Hot 100         | 配信日          | タイトル        | 規格                   | DL     | ST     |        | 初収録作品 |
| --------------- | --------------- | --------------- | ---------------------- | ------ | ------ | ------ | ---------- |
| 1st             | 2019年12月1日   | かくれんぼ      | デジタル・ダウンロード | 25位   | 27位   | 18位   | 壱         |
| 2nd             | 2020年2月28日   | かごめ          | デジタル・ダウンロード | -      | -      | -      | 壱         |

|                 | 配信日          | タイトル                     | 規格                   | 最高位 | 最高位 | 最高位 | 初収録作品 |
| Billboard JAPAN | Billboard JAPAN | Billboard JAPAN              | 規格                   |        |        |        | 初収録作品 |
| Hot 100         | 配信日          | タイトル                     | 規格                   | DL     | ST     |        | 初収録作品 |
| --------------- | --------------- | ---------------------------- | ---------------------- | ------ | ------ | ------ | ---------- |
| 1st             | 2020年8月9日    | ピーターパン                 | デジタル・ダウンロード | 39位   | 69位   | 27位   | 壱         |
| 2nd             | 2020年10月25日  | ドライフラワー               | デジタル・ダウンロード | 2位    | 1位    | 1位    | 壱         |
| 3rd             | 2021年1月23日   | インフィニティ               | デジタル・ダウンロード | 37位   | 27位   | 32位   | 壱         |
| 4th             | 2021年2月19日   | 桜晴                         | デジタル・ダウンロード | 66位   | 18位   | 58位   | 壱         |
| 5th             | 2021年4月17日   | 飛行船                       | デジタル・ダウンロード | -      | 46位   | -      | 壱         |
| 6th             | 2021年7月7日    | シャッター                   | デジタル・ダウンロード | 17位   | 11位   | 10位   | 壱         |
| 7th             | 2021年9月19日   | 夏音                         | デジタル・ダウンロード | 23位   | 7位    | 24位   | 壱         |
| 8th             | 2021年11月4日   | ベテルギウス                 | デジタル・ダウンロード | 2位    | 2位    | 1位    | 壱         |
| -               | 2022年2月1日    | Dried Flowers (English ver.) | デジタル・ダウンロード | -      | -      | -      | -          |
| -               | 2022年2月14日   | ミズキリ -piano ver.-        | デジタル・ダウンロード | -      | -      | -      | -          |
| 9th             | 2022年5月13日   | うぉ                         | デジタル・ダウンロード | 54位   | 6位    | 60位   | 弐         |
| 10th            | 2022年7月12日   | タイムマシン                 | デジタル・ダウンロード | 65位   | 10位   | 72位   | 弐         |
| -               | 2022年8月8日    | Dried Flowers (Chinese ver.) | デジタル・ダウンロード | -      | -      | -      | -          |
| 11th            | 2022年9月12日   | おにごっこ                   | デジタル・ダウンロード | 34位   | 3位    | 43位   | 弐         |
| 12th            | 2022年11月27日  | クリスマスイブ               | デジタル・ダウンロード | 17位   | 3位    | 12位   | 弐         |
| 13th            | 2022年12月22日  | メリーゴーランド             | デジタル・ダウンロード | 37位   | 6位    | 53位   | 弐         |
| 14th            | 2023年1月19日   | ビリミリオン                 | デジタル・ダウンロード | 6位    | 5位    | 4位    | 弐         |
| 15th            | 2023年2月14日   | 恋人じゃなくなった日         | デジタル・ダウンロード | 38位   | 6位    | 32位   | 弐         |
| 16th            | 2024年7月19日   | カーテンコール               | デジタル・ダウンロード | -      | -      | -      | -          |
| 17th            | 2025年1月10日   | DiNA                         | デジタル・ダウンロード | -      | -      | -      | -          |
| 18th            | 2025年4月20日   | 最&強                        | デジタル・ダウンロード | -      | -      | -      | -          |

#### CDシングル
|     | 発売日        | タイトル       | 規格   | 規格品番                        | 最高位 (オリコン) | 初収録アルバム |
| --- | ------------- | -------------- | ------ | ------------------------------- | ----------------- | -------------- |
| 1st | 2021年3月10日 | インフィニティ | CD+DVD | BVCL-1028〜29（期間生産限定盤） | 20位              | 壱             |
| 2nd | 2024年9月4日  | カーテンコール | CD+DVD | BVCL-1427〜28（期間生産限定盤） |                   |                |

### アルバム

#### オリジナルアルバム
|                      | 発売日        | タイトル | 規格                           | 規格品番                           | 最高位               | 最高位 |
| オリコンアルバム週間 | 発売日        | タイトル | 規格                           | 規格品番                           | Billboard Hot Albums |        |
| -------------------- | ------------- | -------- | ------------------------------ | ---------------------------------- | -------------------- | ------ |
| 1st                  | 2022年1月12日 | 壱       | CD+フォトブック                | BVCL-1201〜02（初回生産限定盤A）   | 4位                  | 3位    |
| 1st                  | 2022年1月12日 | 壱       | CD+キーチェーン                | BVCL-1203〜04（初回生産限定盤B）   | 4位                  | 3位    |
| 1st                  | 2022年1月12日 | 壱       | CD+Blu-ray                     | BVCL-1205〜06（初回生産限定盤C）   | 4位                  | 3位    |
| 1st                  | 2022年1月12日 | 壱       | CD                             | BVCL-1207（通常盤）                | 4位                  | 3位    |
| 2nd                  | 2023年3月29日 | 弐       | CD+フォトブック+ジグソーパズル | BVCL-1301〜02（初回生産限定盤A）   | 2位                  | 1位    |
| 2nd                  | 2023年3月29日 | 弐       | CD+ゴールド懐中時計            | BVCL-1303〜04（初回生産限定盤B-1） | 2位                  | 1位    |
| 2nd                  | 2023年3月29日 | 弐       | CD+シルバー懐中時計            | BVCL-1305〜06（初回生産限定盤B-2） | 2位                  | 1位    |
| 2nd                  | 2023年3月29日 | 弐       | CD+Blu-ray                     | BVCL-1307〜08（初回生産限定盤C）   | 2位                  | 1位    |
| 2nd                  | 2023年3月29日 | 弐       | CD+LP盤                        | BVCL-1309〜10（初回生産限定盤D）   | 2位                  | 1位    |
| 2nd                  | 2023年3月29日 | 弐       | CD                             | BVCL-1311（通常盤）                | 2位                  | 1位    |

#### カバーアルバム
|                      | 発売日        | タイトル | 規格                | 規格品番  | 最高位               | 最高位 |
| オリコンアルバム週間 | 発売日        | タイトル | 規格                | 規格品番  | Billboard Hot Albums |        |
| -------------------- | ------------- | -------- | ------------------- | --------- | -------------------- | ------ |
| 1st                  | 2023年10月4日 | 詩-80's  | CD+アナザーCDトレイ | BVCL-1319 | 7位                  | 9位    |

#### オーケストラアルバム
|                      | 発売日         | タイトル | 規格       | 規格品番                      | 最高位               | 最高位 |
| オリコンアルバム週間 | 発売日         | タイトル | 規格       | 規格品番                      | Billboard Hot Albums |        |
| -------------------- | -------------- | -------- | ---------- | ----------------------------- | -------------------- | ------ |
| 1st                  | 2023年11月29日 | 響       | CD+Blu-ray | BVCL-1327~28 (初回生産限定盤) | 10位                 | 10位   |
| 1st                  | 2023年11月29日 | 響       | CD         | BVCL-1329 (通常盤)            | 10位                 | 10位   |

### ミュージックビデオ
| 公開日 | 公開日   | タイトル             | リンク      | 備考                     |
| 年     | 月日     | タイトル             | リンク      | 備考                     |
| ------ | -------- | -------------------- | ----------- | ------------------------ |
| 2020年 | 9月2日   | ピーターパン         | [ 動画 1 ]  |                          |
| 2020年 | 11月1日  | ドライフラワー       | [ 動画 2 ]  | ショートver.             |
| 2021年 | 3月18日  | ドライフラワー       | [ 動画 3 ]  | ディレクターズカットver. |
| 2021年 | 5月18日  | 飛行船               | [ 動画 4 ]  |                          |
| 2021年 | 11月18日 | ベテルギウス         | [ 動画 5 ]  |                          |
| 2022年 | 2月3日   | レオ                 | [ 動画 6 ]  |                          |
| 2022年 | 3月30日  | シャッター           | [ 動画 7 ]  |                          |
| 2022年 | 6月15日  | うぉ                 | [ 動画 8 ]  |                          |
| 2022年 | 9月16日  | おにごっこ           | [ 動画 9 ]  |                          |
| 2022年 | 12月1日  | クリスマスイブ       | [ 動画 10 ] |                          |
| 2022年 | 12月28日 | メリーゴーランド     | [ 動画 11 ] |                          |
| 2023年 | 1月19日  | ビリミリオン         | [ 動画 12 ] |                          |
| 2023年 | 3月1日   | 恋人じゃなくなった日 | [ 動画 13 ] |                          |
| 2023年 | 5月24日  | アストロノーツ       | [ 動画 14 ] |                          |
| 2023年 | 10月6日  | 15の夜               | [ 動画 15 ] | 尾崎豊のカバー           |
| 2023年 | 11月2日  | ライラ               | [ 動画 16 ] |                          |

### 参加作品
| 発売日        | 楽曲名     | 収録先                    | 備考                                                           | 規格                          | 規格   |  |
| ------------- | ---------- | ------------------------- | -------------------------------------------------------------- | ----------------------------- | ------ |  |
| 2021年3月3日  | Till I     | 『ⅳ』                     | SawanoHiroyuki[nZk]:優里名義 作詞：cAnON 作曲：Hiroyuki Sawano | VVCL-1657/8（初回生産限定盤） | CD+DVD |  |
| 2021年3月3日  | Till I     | 『ⅳ』                     | SawanoHiroyuki[nZk]:優里名義 作詞：cAnON 作曲：Hiroyuki Sawano | VVCL-1659（通常盤）           | CD     |  |
| 2023年4月25日 | ブレーメン | 『ブレーメン feat. 優里』 | 作詞・作曲でも参加                                             |                               |        |  |

### 楽曲提供
- JUN MIYASAKA「シャッター」（2021年4月30日）作詞作曲[28]。
- じゅんた「笑えよ」（2021年12月24日）作詞作曲（作詞はCHIMERAZとの共作）
- BAK「タイムマシン」（2022年3月24日）作詞作曲（編曲はCHIMERAZ）
- Little Glee Monster「心に空を」（2022年4月20日）作詞作曲
- 冨岡愛「ラプンツェル」（2022年4月28日）作詞作曲
- まるり「好きだよ」（2022年5月26日）作詞作曲（編曲はCHIMERAZ）
- Hey! Say! JUMP「ビターチョコレート」（2022年8月14日）作詞作曲（編曲はCHIMERAZ）
- ばんばんざい「宵花火」（2022年9月20日）作詞作曲（編曲はCHIMERAZ）
- Uru 「そばにいるよ」（2022年11月4日）作詞作曲
- 優里ちゃんねる編集スタッフ 「アイカギ」(2023年2月28日)作詞作曲
- 井上絃「幸せについて、僕が考えたこと」（2022年11月10日）作詞作曲（楽曲はCHIMERAZ、BAK、本人との共作)
- TOMORROW_X_TOGETHER ｢紫陽花のような恋」 (Hydrangea Love)｣（2023年7月5日）作詞作曲
- ざらめ ｢＋1 ｣（2023年9月17日）作詞作曲
- ばんばんざい「きのこたけのこ論争」（2023年10月22日）作詞作曲（楽曲はBAKとの共作）（編曲はCHIMERAZ）
- ばんばんざい「あいのうた」（2023年12月21日）作詞作曲（楽曲はBAKとの共作）(編曲はCHIMERAZ）
- 朝倉未来「フリーダム」（2024年1月27日）作詞作曲（編曲はCHIMERAZ）

## タイアップ
| 起用年 | タイトル         | タイアップ                                               |
| ------ | ---------------- | -------------------------------------------------------- |
| 2021年 | インフィニティ   | TVアニメ「SK∞ エスケーエイト」EDテーマ                   |
| 2021年 | ピーターパン     | 大迫傑選手出演 ディップ企業CMソング                      |
| 2021年 | 夏音             | 「ドライフラワー -七月の部屋-」第一話エンディングソング  |
| 2021年 | ドライフラワー   | 「ドライフラワー -七月の部屋-」エンディングソング        |
| 2021年 | かくれんぼ       | 「ドライフラワー -七月の部屋-」エンディングソング        |
| 2021年 | ベテルギウス     | フジテレビ木曜劇場ドラマ「SUPER RICH」主題歌             |
| 2021年 | ミズキリ         | フジテレビ木曜劇場ドラマ「SUPER RICH」挿入歌             |
| 2022年 | メリーゴーランド | アニメ映画『かがみの孤城』主題歌                         |
| 2024年 | カーテンコール   | TVアニメ『僕のヒーローアカデミア』第7期第2クールOPテーマ |

## 出演

### テレビ
- The Voice Japan（2023年4月9日 - 2023年5月7日、テレビ東京）

### ラジオ
- ミッドナイトかくれんぼ（2020年10月7日 - 2022年3月30日、FMヨコハマ）

### 動画
1. ↑  ピーターパン. 2 September 2020. 2023年3月2日閲覧.
2. ↑  ドライフラワー（ショートver.）. 1 November 2020. 2023年3月2日閲覧.
3. ↑  ドライフラワー（ディレクターズカットver.）. 18 March 2020. 2023年3月2日閲覧.
4. ↑  飛行船. 18 May 2021. 2023年3月2日閲覧.
5. ↑  ベテルギウス. 18 November 2021. 2023年3月2日閲覧.
6. ↑  レオ. 3 February 2022. 2023年3月2日閲覧.
7. ↑  シャッター. 30 March 2022. 2023年3月2日閲覧.
8. ↑  うぉ. 15 June 2022. 2023年3月2日閲覧.
9. ↑  おにごっこ. 16 September 2022. 2023年3月2日閲覧.
10. ↑  クリスマスイブ. 1 December 2022. 2023年3月2日閲覧.
11. ↑  メリーゴーランド. 28 December 2022. 2023年3月2日閲覧.
12. ↑  ビリミリオン. 19 January 2023. 2023年3月2日閲覧.
13. ↑  恋人じゃなくなった日. 1 March 2023. 2023年3月2日閲覧.
14. ↑  アストロノーツ. 24 May 2023. 2023年5月27日閲覧.
15. ↑  15の夜. 6 October 2023. 2023年10月26日閲覧.
16. ↑  ライラ. 2 November 2023. 2023年11月4日閲覧.